# Виховуючи батька (фільм, 1915)
«Виховуючи батька» (англ. Bringing Up Father) — американська кінокомедія режисера Ларрі Сімона 1915 року. Немає жодної надійної документації, яка б доводила існування фільму з цим заголовком. Вірогідніше всього проект був анонсований і рекламувався, але ніколи не випускався.

## У ролях
- Г'юї Мак — Джиггс
- Кейт Прайс — Меггі
- Джо Рок